# Fort de la Guàrdia

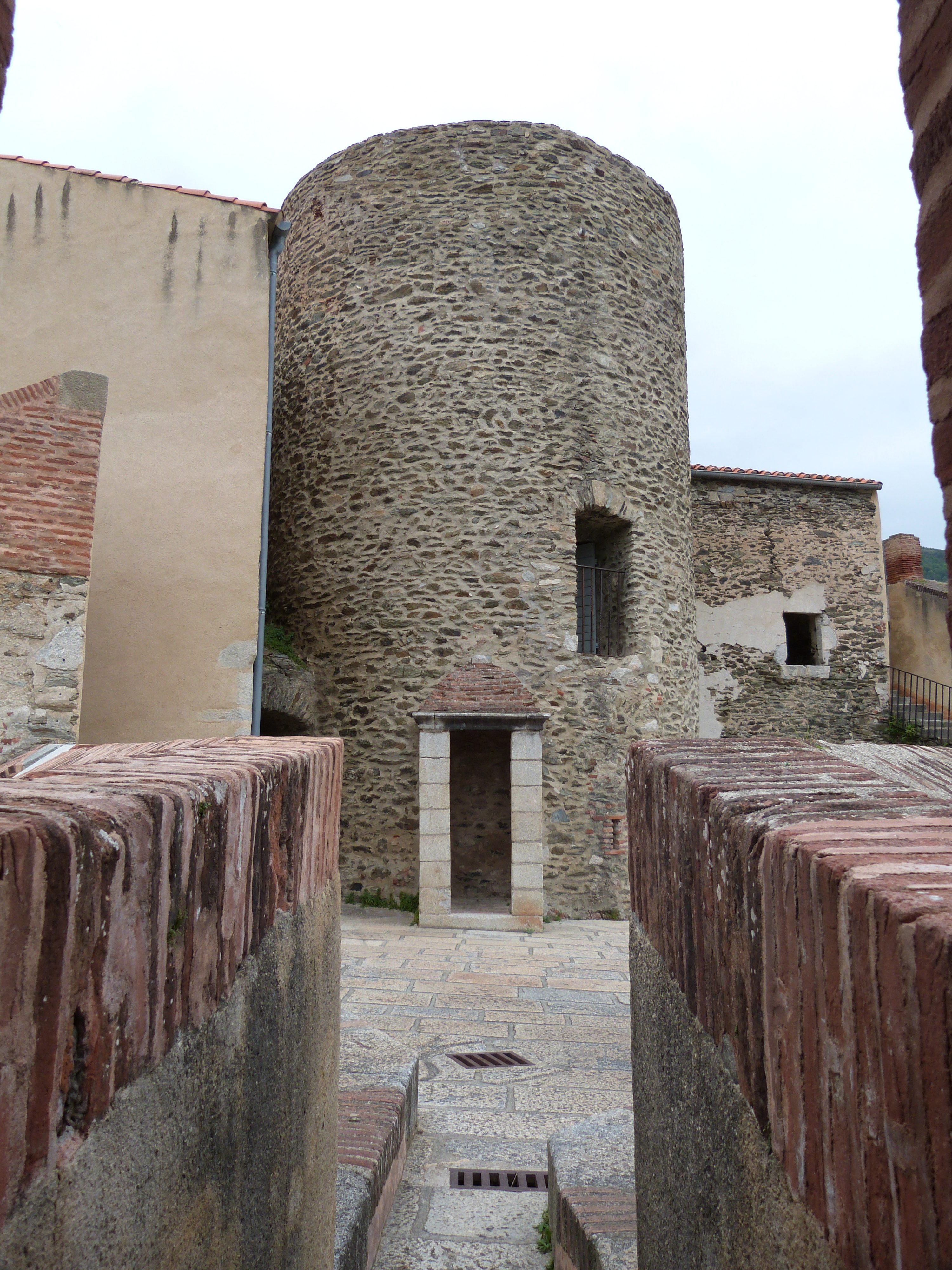
La torre medieval al cor de la fortalesa moderna

El Fort de la Guàrdia és una ciutadella del segle xvii que domina la vila de Prats de Molló, a la Catalunya del Nord.
Està situat a només 325 metres de la vila, uns 100 metres més amunt, cap al nord-est. És a només tretze quilòmetres de la frontera estatal. A banda de vigilar la vila, el seu propòsit era de guaitar el coll d'Ares.
Capital de l'Alt Vallespir, Prats de Molló esdevingué un important lloc estratègic després del 1659, data del Tractat dels Pirineus, que donà l'antic Comtat de Rosselló a l'Estat Francès. La vila fou fortificada pel mariscal de Lluís XIV de França, Sébastien Le Prestre, qui també construí el Fort de la Guàrdia, sobremirant el lloc. Vauban construí el fort en el lloc on hi havia hagut la torre de guaita medieval, del segle xiii, de la Guàrdia, que queda englobada en la nova construcció; la vella torre ocupa el lloc central de la fortificació moderna.
La Torre de la Guàrdia està documentada des del 1307, i fou al voltant seu que es va bastir el Fort modern. És de planta circular, i la seva alçada arriba als 9 metres. El diàmetre interior és de 3,2 m al nivell del primer pis, amb un gruix de murs de 145 cm. Té dues estances interiors, cobertes amb cúpula. Tot i que ara disposa d'una porta d'entrada a ran de terra, l'original és a nivell del pis, és orientada al sud i està formada per un arc una mica rebaixat, format per lloses en forma de plec de llibre. En aquest primer pis hi ha una altra porta, cap al nord, que comunica amb l'edifici annex. Una escala oberta a l'interior del mur perimetral permet l'accés al pis superior.
El Fort de la Guàrdia fou classificat com a monument històric francès el 1925.